# Гілс (Міннесота)
Гілс (англ. Hills) — місто (англ. city) в США, в окрузі Рок штату Міннесота. Населення — 686 осіб (2010).

## Географія
Гілс розташований за координатами 43°31′31″ пн. ш. 96°21′28″ зх. д. / 43.52528° пн. ш. 96.35778° зх. д. (43.525329, -96.357915).  За даними Бюро перепису населення США в 2010 році місто мало площу 1,39 км², з яких 1,37 км² — суходіл та 0,03 км² — водойми. В 2017 році площа становила 1,66 км², з яких 1,63 км² — суходіл та 0,03 км² — водойми.

## Демографія
Згідно з переписом 2010 року, у місті мешкало 686 осіб у 263 домогосподарствах у складі 171 родини. Густота населення становила 492 особи/км².  Було 286 помешкань (205/км²).
Расовий склад населення:
| - 98,0 % — білих - 0,4 % — чорних або афроамериканців - 0,1 % — вихідців з тихоокеанських островів - 0,1 % — азіатів |

До двох чи більше рас належало 1,0 %. Частка іспаномовних становила 1,0 % від усіх жителів.
За віковим діапазоном населення розподілялося таким чином: 24,5 % — особи молодші 18 років, 50,1 % — особи у віці 18—64 років, 25,4 % — особи у віці 65 років та старші. Медіана віку мешканця становила 41,5 року. На 100 осіб жіночої статі у місті припадало 92,2 чоловіків;  на 100 жінок у віці від 18 років та старших — 87,0 чоловіків також старших 18 років.
Середній дохід на одне домашнє господарство  становив 63 306 доларів США (медіана — 49 375), а середній дохід на одну сім'ю — 59 008 доларів (медіана — 57 321). Медіана доходів становила 40 568 доларів для чоловіків та 33 333 долари для жінок. За межею бідності перебувало 8,5 % осіб, у тому числі 6,9 % дітей у віці до 18 років та 12,5 % осіб у віці 65 років та старших.
Цивільне працевлаштоване населення становило 334 особи. Основні галузі зайнятості: освіта, охорона здоров'я та соціальна допомога — 35,9 %, роздрібна торгівля — 10,5 %, фінанси, страхування та нерухомість — 8,7 %, будівництво — 8,4 %.